# Чубаровка (Днепропетровская область)
Чубаровка (укр. Чубарівка, до 2024 года — Чкаловка) — село,
Новониколаевский поселковый совет,
Верхнеднепровский район,
Днепропетровская область,
Украина.
Код КОАТУУ — 1221055804. Население по переписи 2001 года составляло 121 человек.

## Географическое положение
Село Чкаловка находится на расстоянии до 1,5 км от сёл Воеводовка, Чепино и Широкое.
По селу протекает пересыхающий ручей с запрудой.
Рядом проходят автомобильная дорога Т-0429 и
железная дорога, станции Платформа 125 км и Платформа 128 км в 1,5 км.

## История
21 февраля 2024 года Комитет Верховной Рады Украины по вопросам организации государственной власти, местного самоуправления, регионального развития и градостроительства поддержал переименование села в Чубаровку, однако окончательное переименование состоится только после успешного голосования в Верховной Раде, что и состоялось 19 сентября 2024, а 26 сентября постановление вступило в силу.